# Orazio Farinati

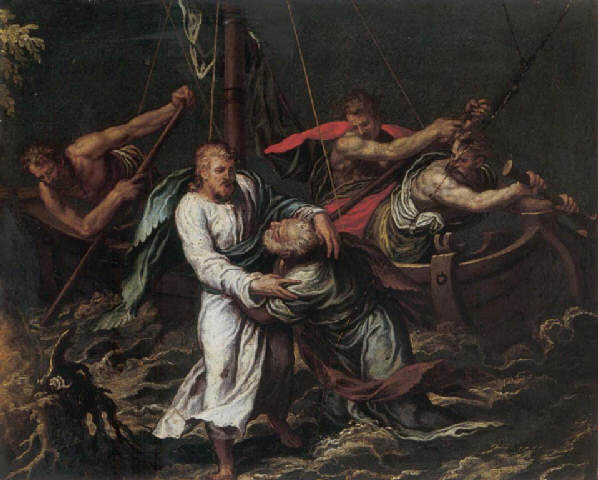
Cristo caminando sobre las aguas

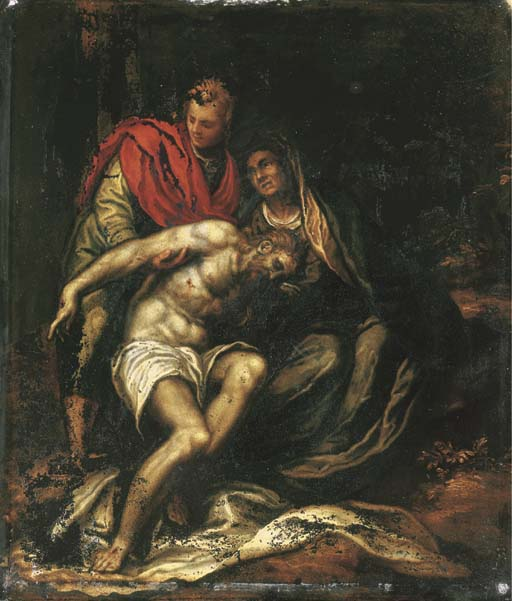
Pietà

Orazio Farinati (Verona, 1559 - después 1616), pintor y grabador italiano, activo durante el manierismo tardío.

## Datos biográficos
Hijo del también pintor Paolo Farinati, cuya figura ha oscurecido en gran parte el trabajo de Orazio. Fue el principal ayudante de su padre, en cuyo taller permaneció hasta la muerte de este en 1606. Su estilo le debe mucho al paterno, llegando incluso a copiar en numerosas veces temas sacados de sus obras.
Orazio fue un activo grabador, tanto de obras propias como de maestros venecianos anteriores.

## Obras destacadas
- Adoración de los Reyes Magos (Museo de Castelvecchio, Verona)
- Apolo desolla a Marsyas (Museo de Castelvecchio, Verona)
- David con la cabeza de Goliath (Museo de Castelvecchio, Verona)
- Bodas de David y Micol (Museo de Castelvecchio, Verona)
- Abraham bendice a Isaac (Museo de Castelvecchio, Verona)
- Victoria de los veroneses en Ponte Molino en 1190 (Comune di Verona)
- Deposición de la Cruz (San Paolo, Verona)
- Padre Eterno (Santa Maria in Organo, Verona)
- Pietà (Colección particular)
- Cristo camina sobre las aguas (Colección particular)
- Entierro de Cristo (Colección particular)